# Le Rabelais
Le Rabelais est un titre de presse français fondé à Paris en 1857 par Armand Sédixier.

## Historique
Fondé par Armand Sédixier, Le Rabelais est un bihebdomadaire. Il prend la succession du Triboulet-Diogène le 16 mai 1857, lui-même fusion du Triboulet du Diogène.
Soixante-dix numéros vont paraitre jusqu'au 4 novembre 1857. 
Le journal subit des désagréments correctionnels et pécuniaires après un article de Charles Bataille sur Madame Didier-Nautée. Le 25 juillet 1857, en raison d'échos sur les funérailles de Béranger, le droit de la permission de vente sur la voix publique est retiré. Armand Sédixier est condamné à un an de prison, Alfred Delvau à six mois de prison qui sera peu après doublé et Lapostolle à trois mois de prison.

## Contributeurs
Parmi les nombreux contributeurs :
- François Barrillot
- Charles Bataille
- Charles Baudelaire
- Léon Beauvallet
- Edmond Brun
- Auguste de Châtillon
- Alfred Delvau : rédacteur en chef	puis directeur
- Émile Desdemaines
- Jean Clément Léonce Dubosc de Pesquidoux
- Alphonse Duchesne
- Alcide Dusolier
- Théophile Ghiotti
- Paul Mahalin
- Charles Monselet
- Henry Murger
- Ferdinand Pouyadou
- Hippolyte Renard
- Jules Richard
- Gaston Robert de Salles
- Amédée Rolland
- Aurélien Scholl
- Armand Sédixier : directeur
- Adrien Tournachon
- Gaspard-Félix Tournachon
- Antonio Watripon
- Eugène Woestyn
- Joseph Federigotti